# Барак-хан (Золота Орда)
Барак-хан (*д/н — 1428/1429) — хан Золотої Орди та Білої Орди в 1423—1426, 1427—1428 роках, хан Синьої Орди у 1421—1427.

## Життєпис
Походив з династії Чингізидів. Син Койрічака та внук Урус-хана, правителя Золотої, Білої та Синьої Орди. Про дату народження та молоді роки відомо мало. У 1419 році прибув до Самарканда, де знайшов прихисток в правителя Улугбека. Протягом 1420 року боровся проти Улу-Мухаммеда, але зазнав поразки, відступивши до Сигнаку.
У 1420 році Улугбек надав Барак-хану військами, з якими він рушив проти Хаджі-Мухаммеда, хана Східної Орди. Він зумів домовитися з Мансуром, еміром Хаджі-Мухаммеда, в результаті чого той перейшов на бік Барака і став беклярбеком вже при ньому. Скориставшись ослабленням Хаджі-Мухаммеда, на заході з'явилися кілька претендентів на владу, які поділили між собою західні улуси. Протягом 1422 року завдав остаточної поразки Хаджі-Мухаммеду.
У 1422 році хан Барак переходить Волгу і починає війну проти західних ханів. Він виганяє претендента Худайдата, який спочатку біжить до литовського прикордоння, потім до великого князівства Рязанського, де врешті-решт він і був убитий. В 1423 році Барак захоплює Сарай-Берке, завдавши поразки Улу-Мухаммеду. Того ж року виганяє Даулат-Берди з Криму. До 1425 року підкоряє Білу Орду. Того ж року завдає поразки Гіяс ад-Діну, син хана Таш-Тимура й захоплює Волзьку Булгарію. На нетривалий час відновлює єдність Золотої Орди.
У 1426 році проти Барак-хана виступає Джумадук, троюрідний брат Хаджі-Мухаммеда, який захоплює Тюменське ханство. Барак вимушений рушити проти цього супротивника. Скориставшись цим Даулат-Берди відвойовує Кримський улус, а Улу-Мухаммед — Сарай-Берке. В цей час Барак вимушений був вести війну проти Джумадуха. Невдовзі вступає у конфлікт з Улугбеком, якому завдає поразки у гірській місцевості на схід від Сигнаку. Слідом за цим Барак сплюндрував значну частину Мавераннахра. Але зазнає зрештою невдачі в битві з військами Шахруха Мірзи. У 1427 році звинуватив у зраді та наказав стратити свого беклярбека Мансура.
У 1427 році повертається на захід, де на той час Даулат-Берди вигнав Улу-Мухаммеда з Сарай-Берке. Доволі швидко Барак-хан здолав Даулат-Берди й знову посів трон Золотої Орди. Втім, вимушений був боротися проти Даулат-Берди, який закріпився на Дону, ногайських мурз та Улу-Мухаммеда, що став правителем Казанського ханства. Зрештою у 1428 році вимушений був залишити Сарай-Берке. У 1428 або 1429 році зазнав поразки від ногаїв на чолі із Газі і Наврузом й загинув. Після нього в Тюменському ханстві здобув владу Абулхайр з роду Шибанідів, а в Золотій Орді тривала боротьба між Улу-Мухаммедом та Кічі-Мухаммедом.